# Krevese
Krevese is een ortsteil van de Duitse stad Osterburg (Altmark) in de deelstaat Saksen-Anhalt. Krevese was tot 1 juli 2009 een zelfstandige gemeente in de Landkreis Stendal.